# Хайнрих Анарг фон Щофелн-Юстинген
Хайнрих Анарг фон Щофелн-Юстинген (на немски: Heinrich Anarg von Stoffeln-Justingen; † 1515) от род фон Щофелн е фрайхер на Юстинген, част от град Шелклинген в Баден-Вюртемберг.
Фамилията фон Щофелн притежава от 1433 г. северния/„задния“ замък Хоенщофел в Ландграфство Неленбург. Фамилията фон Щофелн измира през 1579 г.

## Фамилия
Хайнрих Анарг фон Щофелн-Юстинген се жени 1512 г. за Анна фон Ербах-Ербах († 1551), дъщеря на шенк Еразмус I фон Ербах-Ербах († 1503) и графиня Елизабет фон Верденберг-Сарганс († 1536), дъщеря на граф Георг III фон Верденберг-Зарганс († 1500) и маркграфиня Катарина фон Баден († 1484), дъщеря на маркграф Карл I фон Баден († 1475) и принцеса Катарина Австрийска († 1493).
Вдовицата му Анна фон Ербах-Ербах се омъжва втори път пр. 8 май 1522 г. за граф Георг фон Лупфен (1494 – 1546).